# Rhabdothamnopsis
Rhabdothamnopsis é um género botânico pertencente à família Gesneriaceae.

## Espécies
- Rhabdothamnopsis chinensis
- Rhabdothamnopsis limprichtiana
- Rhabdothamnopsis sinensis